# 안명옥 (조선민주주의인민공화국)
안명옥(? -, 安明玉)은 조선민주주의인민공화국의 정치인이다. 안명옥은 최고인민회의에 1986년의 8번째 회의와, 2003년의 11번째 회의에 참가했다.  

## 같이 보기
- 조선민주주의인민공화국의 정치